# Salgado Filho (Paraná)
Salgado Filho es un municipio brasileño del estado de Paraná. Su población estimada en 2004 era de 4.821 habitantes.